# 川滇斑叶兰
川滇斑叶兰（学名：Goodyera yunnanensis）为兰科斑叶兰属下的一个种。其种加词 yunnanensis 意为“云南的”。